# Capeludos
Capeludos (gelegentlich auch Capeludos de Aguiar) ist eine Gemeinde (Freguesia) im portugiesischen Kreis (Concelho) von Vila Pouca de Aguiar. In ihr leben 363 Einwohner (Stand 19. April 2021).

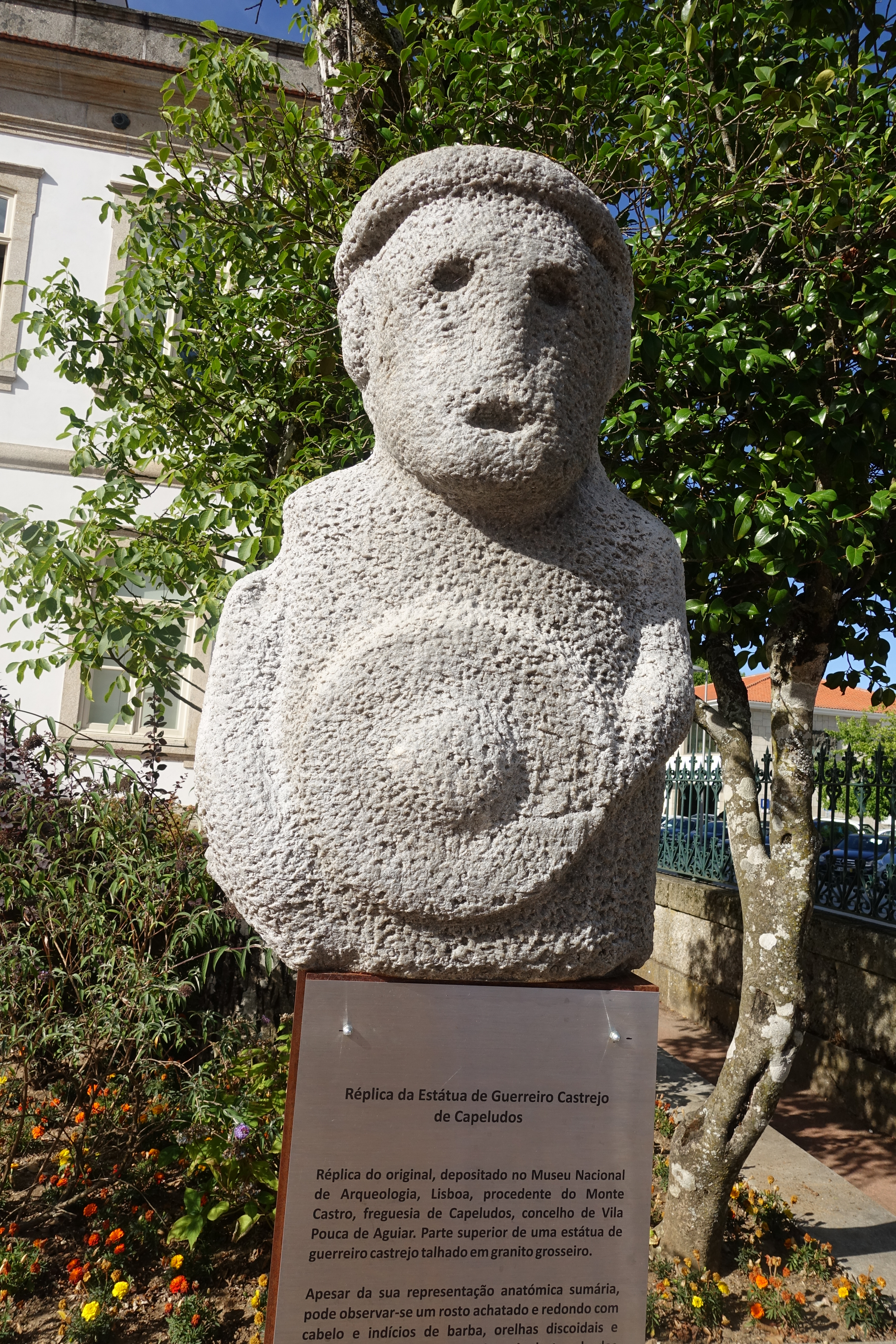
Replik der Kriegerstele von Capeludos

## Verwaltung
Capeludos ist Sitz einer gleichnamigen Gemeinde (Freguesia). In der Gemeinde liegen folgende Ortschaften:
- Adagói
- Bulhão
- Capeludos de Aguiar
- Freixeda da Cabugueira
- Lama da Bouça
- Paço
- Vilarinho de São Bento.